# Nagaichthys filipes
Nagaichthys filipes är en fiskart som beskrevs av Maurice Kottelat och Lim, 1991. Nagaichthys filipes ingår i släktet Nagaichthys och familjen Chaudhuriidae. Inga underarter finns listade i Catalogue of Life.